# Pombeiro de Ribavizela
Pombeiro de Ribavizela es una freguesia portuguesa del concelho de Felgueiras, con 4,61 km² de superficie y 2.142 habitantes (2001). Su densidad de población es de 464,6 hab/km².